# Аварийная посадка Ту-154 в Ижме
Авари́йная поса́дка Ту-154 в И́жме — серьёзный авиационный инцидент, произошедший во вторник 7 сентября 2010 года. Авиалайнер Ту-154М авиакомпании «Алроса» выполнял внутренний пассажирский рейс ЯМ516 по маршруту Удачный — Москва, но через 3,5 часа после взлёта на его борту произошла полная потеря электропитания, которая привела к отключению бортовых навигационных систем. Электропривод топливных насосов был также отключён, что означало невозможность достижения аэропорта назначения или пригодного запасного аэродрома.
Экипаж произвёл вынужденную посадку самолёта (визуально) в закрытом аэропорту Ижма (Республика Коми) на давно выведенную из эксплуатации и изначально непригодную для самолётов этого типа взлётную полосу, не имевшую светосигнального оборудования и приводных радиостанций. После посадки при пробеге самолёт выкатился за пределы ВПП на 164 метра и въехал в мелколесье. Никто из находившихся на его борту 81 человека (72 пассажира и 9 членов экипажа) не пострадал.
Вначале сообщалось о намерении авиакомпании-владельца списать повреждённый самолёт, но впоследствии лайнер был перегнан сначала в Ухту, а потом в Самару, где был отремонтирован и 16 июня 2011 года был возвращён владельцу для использования на регулярных авиалиниях.

## Самолёт
Ту-154М (регистрационный номер RA-85684, заводской 90А851, серийный 0851) был выпущен Самарским авиационным заводом «Авиакор» 12 сентября 1990 года. 30 октября того же года был передан авиакомпании «Аэрофлот» (МГА СССР, Восточно-Сибирское УГА, Читинский ОАО). В 1993 году был передан авиакомпании «Читаавиа», от неё 21 сентября 1998 года был взят в лизинг авиакомпанией «Саяны». 28 мая 1999 года был куплен авиакомпанией «Алроса». Оснащён тремя двухконтурными турбореактивными двигателями Д-30КУ-154-II Рыбинского моторостроительного завода. На день инцидента совершил свыше 7700 циклов «взлёт-посадка» и налетал свыше 26 500 часов.

## Экипаж
Самолётом управлял опытный экипаж, его состав был таким:
- Командир воздушного судна (КВС) — 41-летний Евгений Геннадиевич Новосёлов. Опытный пилот, проработал в авиакомпании «Алроса» 9 лет (с 2001 года). Работал в авиакомпании «Внуковские авиалинии». Налетал свыше 8500 часов.
- Второй пилот — 43-летний Андрей Александрович Ламанов[* 1]. Очень опытный пилот, налетал свыше 10 500 часов.
- Штурман — Сергей Владимирович Талалаев.
- Бортинженер — Рафик Ахметнурович Каримов.

В салоне самолёта работали 5 бортпроводников:
- Николай Юрьевич Дмитриев[* 2],
- Елена Фёдоровна Дмитриева,
- Елена Владимировна Разумова,
- Рифкат Гальмутдинович Низамов,
- Василий Георгиевич Выродов.

## Хронология событий

### Отказ электропитания, посадка в Ижме
Рейс ЯМ516 вылетел из аэропорта Полярный в Удачном в 03:27 MSK и взял курс на Москву. На его борту находились 9 членов экипажа и 72 пассажира.
В 06:57 MSK рейс 516 следовал через Усинск на эшелоне FL340 (10 650 метров), когда вследствие неисправности аккумуляторных батарей пропало электрическое питание (напряжение в бортовой электросети), перестало работать навигационное и радиосвязное оборудование, а также электрические топливные насосы, оставив машину только с оперативным запасом авиатоплива 3300 килограммов, достаточным для 30 минут полёта и подававшимся в двигатели самотеком. Пилоты снизили самолёт до 3000 метров, чтобы попытаться запустить ВСУ, приводящую в действие четвёртый (резервный) генератор. Отключение электропривода насосов не позволяло осуществить перекачку авиатоплива из топливных баков крыла в расходный бак в фюзеляже. Первое сообщение о проблемах с электропитанием на борту было принято наземными службами в 06:57 MSK, а когда лайнер снизился до 3000 метров, связь с ним была потеряна. Информацию о местонахождении рейса 516 передавал аварийный буй системы «Коспас-Сарсат».
Примерно в 07:47 MSK органы МЧС России в Ижме были проинформированы, что на местном аэродроме может совершить вынужденную посадку аварийный самолёт. Аэропорт Ижмы ранее эксплуатировался местными воздушными линиями, был закрыт для приёма самолётов в 2003 году и использовался только как вертолётная площадка, а его взлётно-посадочная полоса длиной 1325 метров для взлётов и посадок Ту-154 была непригодна (требуется минимум 2500 м).

Пилоты, по их признанию, обнаружили аэродром Ижмы случайно. Снизившись и пробив облачность, они вели лайнер на высоте 3000 метров над рекой Ижмой и визуально искали подходящую площадку на берегах или участок реки без изгибов, где можно было бы осуществить относительно безопасное приводнение. Обнаружение взлётной полосы было неожиданной удачей. Бо́льшая часть бортового навигационного оборудования не работала, поэтому пилотам пришлось контролировать положение самолёта по визуальным ориентирам.

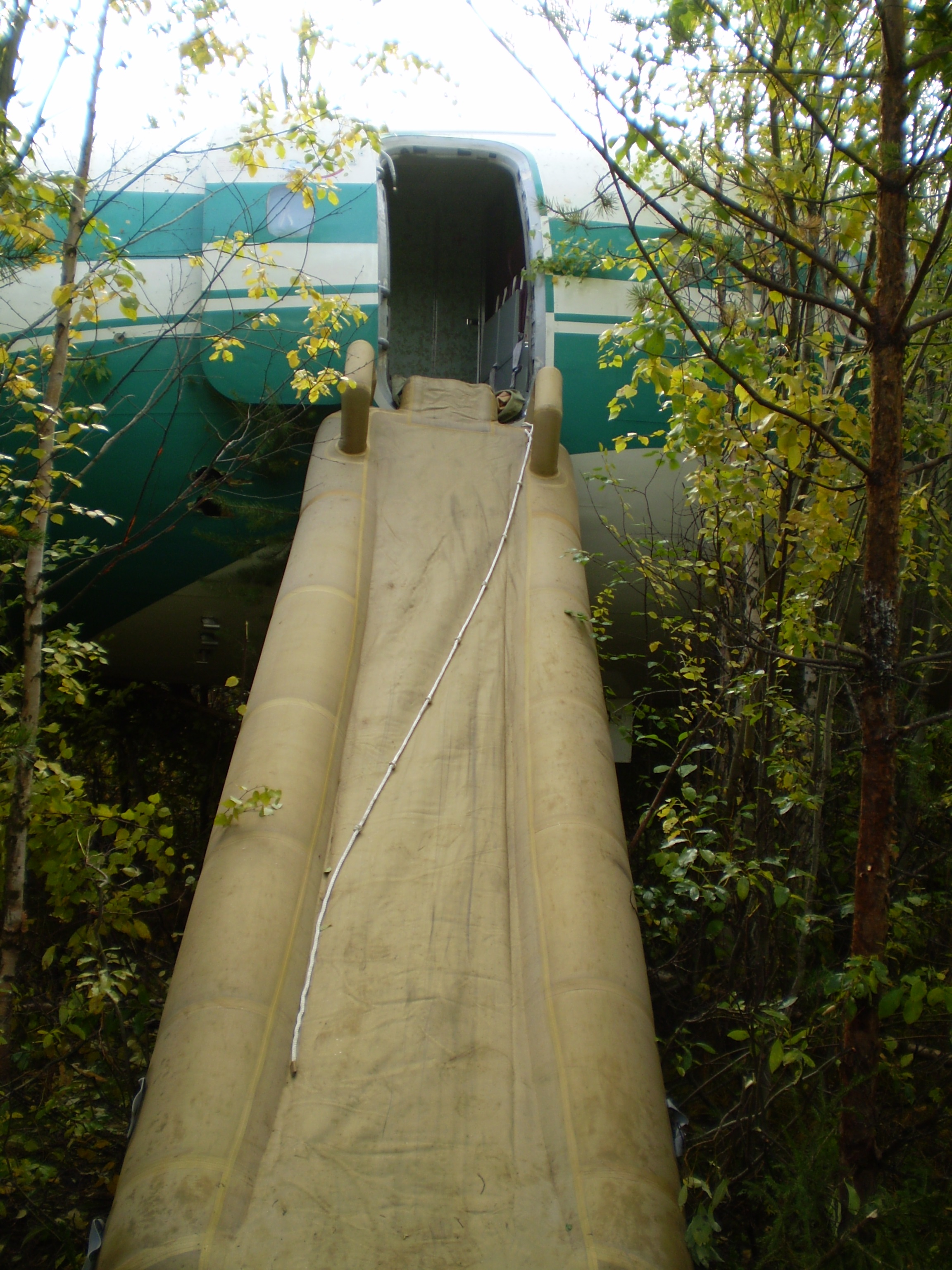
Надувной трап самолёта после аварии.

Часть пассажиров перед посадкой была переведена в переднюю часть салона для равномерного распределения перед аварийными выходами. Отказ электрооборудования привёл также к невозможности управления закрылками и предкрылками, в связи с этим посадочная скорость была 350—380 км/ч — значительно выше нормы (270 км/ч). Два захода на посадку были прерваны с уходом на второй круг, что дало возможность пилотам оценить состояние ВПП (отсутствие на ней препятствий). Только с третьего захода в 07:55 по местному времени (03:55 UTC) рейс ЯМ516 совершил успешную аварийную посадку, но после этого выкатился на 164 метра за пределы ВПП в кустарник и мелкий лес, в результате чего был частично повреждён. Все 9 членов экипажа и 72 пассажира (в том числе беременная женщина) были успешно эвакуированы с использованием аварийных надувных трапов самолёта. Пострадавших не было.
Погода во время посадки была пасмурной, высота нижней границы облачности 400 метров, видимость 22 километра, температура +2 °C, точка росы +1 °C, влажность 85 %, ветер западно-северо-западный, 2 м/с. Успешная посадка аварийного самолета со сниженной управляемостью на короткую ВПП в этих метеоусловиях была расценена авиационными экспертами как чудо.
Удачная посадка во многом стала возможна потому, что взлётно-посадочная полоса поддерживалась в удовлетворительном состоянии начальником вертолётной площадки Сергеем Сотниковым, который на протяжении 12 лет по своей инициативе добросовестно следил, чтобы на ВПП не было мусора и посторонних объектов и не рос кустарник.

### После посадки
- Пассажиры и экипаж были временно размещены в спортивном комплексе ввиду нехватки гостиничных номеров в Ижме[19]. Позднее они были вывезены вертолётом Ми-8 в аэропорт Ухты[20], откуда резервным самолётом Ту-154 доставлены в Москву. 2 пассажира решили продолжить свою поездку по железной дороге[1].
- Пассажиры рейса 516 призвали наградить экипаж за его профессиональные действия, предотвратившие гибель людей[7].
- Экипаж рейса 516 остался в Ухте для оказания помощи властям в расследовании причин инцидента[21].

## Расследование
- Оба бортовых самописца рейса 516 были доставлены в Москву 9 сентября[22].
- Комиссия Росавиации, расследовавшая причины инцидента, огласила его окончательную причину — ею стал так называемый тепловой разгон аккумулятора, что привело к короткому замыканию и отключению всей бортовой электросети[23].

## Награды

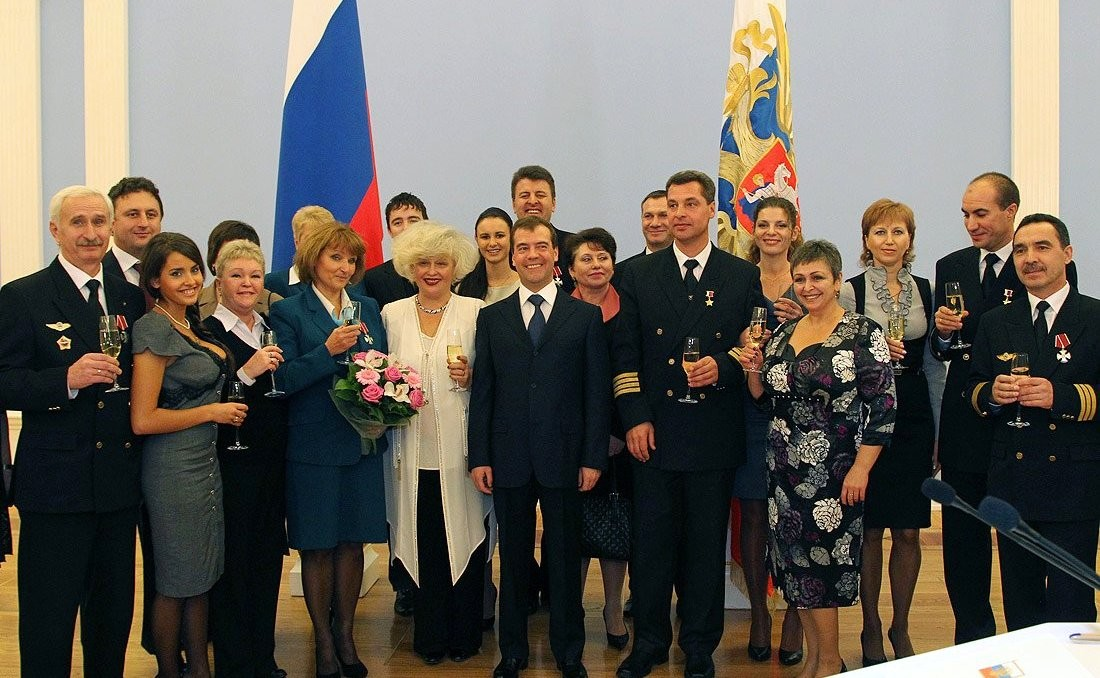
Президент Дмитрий Медведев и экипаж рейса 516 на церемонии вручения государственных наград

- 8 октября 2010 года Президент России Дмитрий Медведев присвоил командиру Евгению Новосёлову и второму пилоту Андрею Ламанову звание «Герой России». Остальные члены экипажа (штурман, бортинженер и бортпроводники) были награждены Орденами Мужества[24][25][26].
- В феврале 2012 года начальник вертолётной площадки в Ижме Сергей Михайлович Сотников был награждён медалью ордена «За заслуги перед Отечеством» II степени[27].

## Дальнейшая судьба самолёта

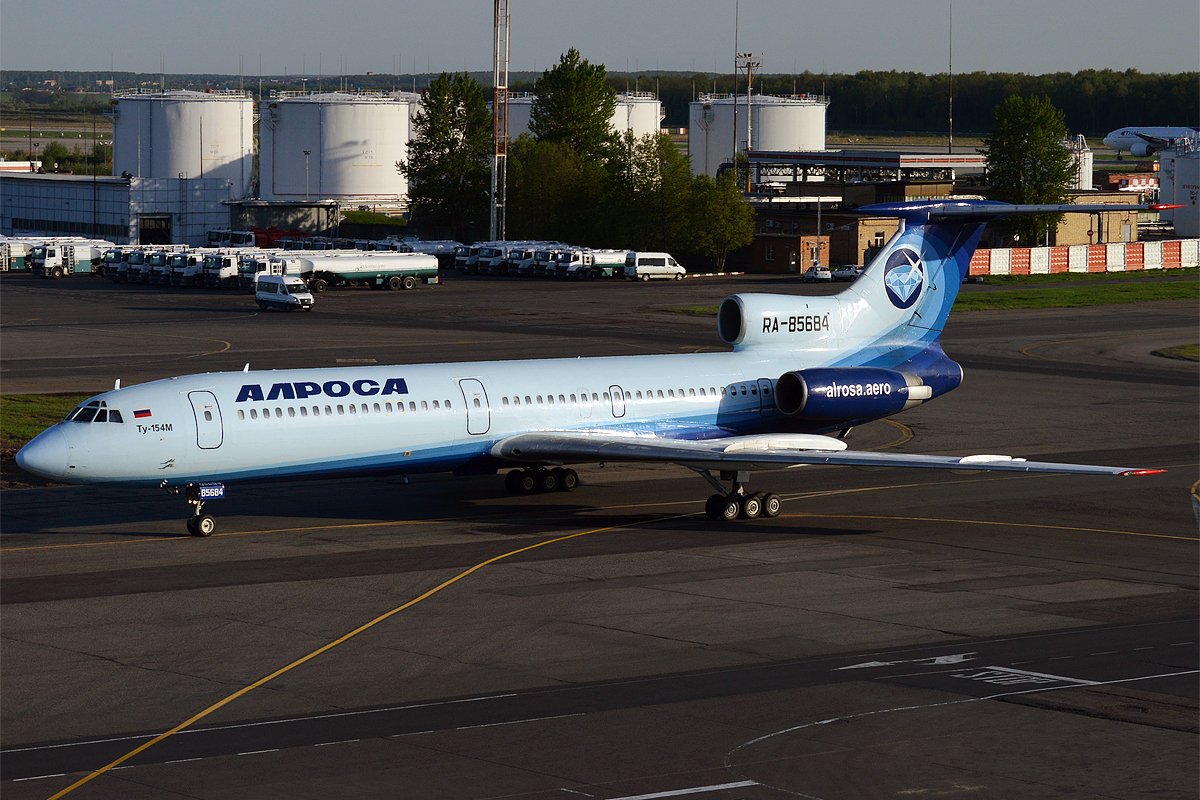
Пострадавший самолёт в 2018 году

Самолёт был сильно повреждён, и первоначально было объявлено о его списании. Приводился аргумент, что даже в случае успешного ремонта на месте самолёту для взлёта будет необходима взлётная полоса длиной 2500 метров, в то время как ВПП в Ижме имеет длину лишь 1325 метров. Затем авиакомпания «Алроса» решила восстановить борт RA-85684, его отбуксировали на ВПП, где начали готовить к вылету. В частности, замене на месте подлежали два двигателя, в которые при посадке попали ветки деревьев. Для взлёта с короткой полосы и полёта до места основного ремонта лайнера было решено привлечь лётчиков-испытателей.
24 марта 2011 года борт RA-85684 вылетел из Ижмы в Ухту. Длина разбега максимально облегчённого самолёта с запасом авиатоплива 11 тонн составила 800 метров. Из-за невозможности проверить стойки шасси на месте после ремонта полёт осуществлялся с выпущенными стойками шасси. По словам лётчика-испытателя Рубена Есаяна, пилотировавшего самолёт, полёт планировался на высоте 3600 метров на приборной скорости 420 км/ч. Самолёт взлетел без происшествий, сделал прощальный круг над Ижмой и взял курс на Ухту. В тот же день после дозаправки он был перегнан из Ухты в Самару для проведения ремонта на Самарском авиационном заводе «Авиакор».
Ремонт закончился 16 июня 2011 года. Отремонтированный лайнер снова был передан авиакомпании «Алроса», в которой он продолжал эксплуатироваться на регулярных рейсах до сентября 2018 года; при этом, кроме бортового номера, он получил имя Ижма. В 2018 году на нём выполнялся, в частности, рейс авиакомпании «Алроса» Москва (Домодедово) — Байконур (Крайний). На август 2018 года был одним из последних двух Ту-154М (второй также эксплуатировался в «Алроса»), выполнявших коммерческие рейсы в России, но 30 сентября того же года сертификат его лётной годности истёк, и его продление авиакомпания посчитала слишком хлопотным и затратным, а потому неоправданным. В связи с этим было принято решение передать самолёт в музей авиации в новосибирском аэропорту Толмачёво.
29 сентября 2018 года в аэропорту Толмачёво прошла торжественная церемония встречи самолёта Ту-154М борт RA-85684 Ижма. В последнем полете лайнера командиром экипажа был Андрей Ламанов (на рейсе 7 сентября 2010 года он был вторым пилотом), на земле самолёт встречал Евгений Новосёлов (на том рейсе он был командиром экипажа).

## Критика
Некоторые российские пилоты подвергли критике действия экипажа в этом полёте, в частности, Заслуженный лётчик-испытатель Российской Федерации, Герой России и кавалер ордена Мужества Рубен Есаян. Часть экспертов и командиров Ту-154 указывают, что причиной аварийной ситуации стали действия бортинженера Рафика Каримова, поскольку объединение бортовых сетей при срабатывании системы аварийной защиты в полёте инструкцией по лётной эксплуатации запрещено. Тем не менее, действия бортинженера уже после возникновения аварийной ситуации критике не подлежат.

## В культуре
События аварийной посадки Ту-154М в Ижме частично описаны в фильме «Ёлки 2» (2011), действие которого в том числе разворачивается в терпящем бедствие самолёте (роль командира экипажа сыграл Алексей Петренко, а второго пилота сыграл Павел Баршак). По сюжету они пытаются посадить аварийный самолёт Ту-154 на заброшенный аэродром, не зная, работает ли он сейчас и следит ли кто-нибудь за его взлётной полосой. Для ориентирования в пространстве также используется стакан с водой. На счастье пилотов и пассажиров, именно в этом месте много лет исправно исполняет свой долг рядовой сотрудник авиации (его роль сыграл Владимир Меньшов), поддерживая взлётную полосу в рабочем состоянии. Прообразом этого сотрудника послужил Сергей Сотников.
События аварийной посадки Ту-154М в Ижме также частично описаны в книге российской писательницы Богдановой Ирины Анатольевны «Я спряду тебе счастье» (2017).
Кинокомпания «Централ Партнершип» планировала снять художественный фильм «Рейс 516» (2011) с бюджетом в 5—6 млн долларов.
- Документальный фильм: «Громкое дело» — «Экипаж» (2010)

- Документальный фильм: «Специальное расследование» — «Жёсткая посадка» (2011)

- Документальный фильм: «Гениальный сыщик» — «Крутое пике» (2011)

### Комментарии
1. ↑  В некоторых источниках он упоминается как «командир экипажа». Это связано с тем, что он работал в авиакомпании «Алроса» в должности КВС, но в рейсе ЯМ516 исполнял обязанности второго пилота
2. ↑  Ранее работал в авиакомпании «Внуковские авиалинии». Был в составе экипажа Ту-154, захваченного террористами и угнанного в Саудовскую Аравию в 2001 году